# Lampertswalde
Lampertswalde est une commune de Saxe (Allemagne), située dans l'arrondissement de Meissen, dans le district de Dresde.

## Quartiers
| - Adelsdorf - Blochwitz - Brockwitz - Brößnitz - Lampertswalde | - Mühlbach - Oelsnitz-Niegeroda - Quersa - Schönborn - Weißig am Raschütz |